# Vis-viva (ecuación)
En astrodinámica, la ecuación vis-viva, también conocida como ley de invariancia de energía orbital, es una de las ecuaciones que modelan el movimiento de los cuerpos en órbita. Es el resultado directo del principio de conservación de la energía mecánica que se aplica cuando la única fuerza que actúa sobre un objeto es su propio peso.
Vis viva (latín para "fuerza viva") es un término de la historia de la mecánica y sobrevive en este único contexto. Representa el principio de que la diferencia entre el trabajo total de las fuerzas aceleradoras de un sistema y el de las fuerzas retardadoras es igual a la mitad de la vis viva acumulada o perdida en el sistema mientras se realiza el trabajo.

## Ecuación
Para cualquier órbita kepleriana (elíptica, parabólica, hiperbólica o radial), la ecuación vis-viva se describe de la siguiente manera:
{\displaystyle v^{2}=GM\left({2 \over r}-{1 \over a}\right)}
donde:
- v es la velocidad relativa de los dos cuerpos
- r es la distancia entre los dos cuerpos
- a es la longitud del semieje mayor (a > 0 para elipses, a = ∞ or 1/a = 0 para parábolas y a <0 para hipérbolas)
- G es la constante gravitacional
- M es la masa del cuerpo central

El producto de GM también se puede expresar como el parámetro gravitacional estándar usando la letra griega μ.

## Derivación para órbitas elípticas (0 ≤ excentricidad < 1)
En la ecuación vis-viva, la masa m del cuerpo en órbita (por ejemplo, una nave espacial) se considera insignificante en comparación con la masa M del cuerpo central (por ejemplo, la Tierra). El cuerpo central y el cuerpo en órbita también se denominan a menudo primario y partícula, respectivamente. En los casos específicos de una órbita elíptica o circular, la ecuación vis-viva puede derivarse fácilmente de la conservación de la energía y el momento.
La energía total específica es constante en toda la órbita. Por lo tanto, utilizando los subíndices a y p para denotar apoapsis (apogeo) y periapsis (perigeo), respectivamente,
{\displaystyle \varepsilon ={\frac {v_{a}^{2}}{2}}-{\frac {GM}{r_{a}}}={\frac {v_{p}^{2}}{2}}-{\frac {GM}{r_{p}}}}
Reorganizando,
{\displaystyle {\frac {v_{a}^{2}}{2}}-{\frac {v_{p}^{2}}{2}}={\frac {GM}{r_{a}}}-{\frac {GM}{r_{p}}}}
Recordando que para una órbita elíptica (y por lo tanto también una órbita circular) los vectores de velocidad y radio son perpendiculares en apoapsis y periapsis, la conservación del momento angular requiere un momento angular específico {\displaystyle h=r_{p}v_{p}=r_{a}v_{a}={\text{constant}}}, por lo tanto {\displaystyle v_{p}={\frac {r_{a}}{r_{p}}}v_{a}}:
{\displaystyle {\frac {1}{2}}\left(1-{\frac {r_{a}^{2}}{r_{p}^{2}}}\right)v_{a}^{2}={\frac {GM}{r_{a}}}-{\frac {GM}{r_{p}}}}
{\displaystyle {\frac {1}{2}}\left({\frac {r_{p}^{2}-r_{a}^{2}}{r_{p}^{2}}}\right)v_{a}^{2}={\frac {GM}{r_{a}}}-{\frac {GM}{r_{p}}}}
Aislando la energía cinética en apoapsis y simplificando,
{\displaystyle {\frac {1}{2}}v_{a}^{2}=\left({\frac {GM}{r_{a}}}-{\frac {GM}{r_{p}}}\right)\cdot {\frac {r_{p}^{2}}{r_{p}^{2}-r_{a}^{2}}}}
{\displaystyle {\frac {1}{2}}v_{a}^{2}=GM\left({\frac {r_{p}-r_{a}}{r_{a}r_{p}}}\right){\frac {r_{p}^{2}}{r_{p}^{2}-r_{a}^{2}}}}
{\displaystyle {\frac {1}{2}}v_{a}^{2}=GM{\frac {r_{p}}{r_{a}(r_{p}+r_{a})}}}
De la geometría de una elipse, {\displaystyle 2a=r_{p}+r_{a}} donde a es la longitud del semieje mayor. Por lo tanto,
{\displaystyle {\frac {1}{2}}v_{a}^{2}=GM{\frac {2a-r_{a}}{r_{a}(2a)}}=GM\left({\frac {1}{r_{a}}}-{\frac {1}{2a}}\right)={\frac {GM}{r_{a}}}-{\frac {GM}{2a}}}
Sustituyendo esto en nuestra expresión original de energía orbital específica,
{\displaystyle \varepsilon ={\frac {v^{2}}{2}}-{\frac {GM}{r}}={\frac {v_{p}^{2}}{2}}-{\frac {GM}{r_{p}}}={\frac {v_{a}^{2}}{2}}-{\frac {GM}{r_{a}}}=-{\frac {GM}{2a}}}
Por lo tanto, {\displaystyle \varepsilon =-{\frac {GM}{2a}}} y la ecuación vis-viva se puede escribir
{\displaystyle {\frac {v^{2}}{2}}-{\frac {GM}{r}}=-{\frac {GM}{2a}}}
o
{\displaystyle v^{2}=GM\left({\frac {2}{r}}-{\frac {1}{a}}\right)}
Por lo tanto, el momento angular conservado L = mh se puede derivar usando {\displaystyle r_{a}+r_{p}=2a} y también {\displaystyle r_{a}r_{p}=b^{2}},
donde a es semi-eje mayor y b es semi-eje menor de la órbita elíptica, por tanto:
{\displaystyle v_{a}^{2}=GM\left({\frac {2}{r_{a}}}-{\frac {1}{a}}\right)={\frac {GM}{a}}\left({\frac {2a-r_{a}}{r_{a}}}\right)={\frac {GM}{a}}\left({\frac {r_{p}}{r_{a}}}\right)={\frac {GM}{a}}\left({\frac {b}{r_{a}}}\right)^{2}}
y alternativamente,
{\displaystyle v_{p}^{2}=GM\left({\frac {2}{r_{p}}}-{\frac {1}{a}}\right)={\frac {GM}{a}}\left({\frac {2a-r_{p}}{r_{p}}}\right)={\frac {GM}{a}}\left({\frac {r_{a}}{r_{p}}}\right)={\frac {GM}{a}}\left({\frac {b}{r_{p}}}\right)^{2}}
Por lo tanto, el momento angular específico {\displaystyle h=r_{p}v_{p}=r_{a}v_{a}=b{\sqrt {\frac {GM}{a}}}}, y además
Momento angular total {\displaystyle L=mh=mb{\sqrt {\frac {GM}{a}}}}

## Aplicaciones prácticas
Dada la masa total y los escalares r y v en un solo punto de la órbita, se pueden calcular r y v en cualquier otro punto de la órbita.
Dada la masa total y los escalares r y v en un solo punto de la órbita, se puede calcular la energía orbital específica {\displaystyle \varepsilon \,\!}, permitiendo que un objeto en órbita alrededor de un objeto más grande se clasifique como que no tiene suficiente energía para permanecer en órbita, por lo tanto, es "suborbital" (un misil balístico, por ejemplo), tiene suficiente energía para ser "orbital", pero sin la posibilidad de completar una órbita completa de todos modos porque eventualmente choca con el otro cuerpo, o tiene suficiente energía para venir y/o ir al infinito (como un meteoro, por ejemplo).
La fórmula para la velocidad de escape se puede obtener a partir de la ecuación de Vis-viva tomando el límite como {\displaystyle a} tendiendo hacia {\displaystyle \infty }:
{\displaystyle v_{e}^{2}=GM\left({\frac {2}{r}}-0\right)\rightarrow v_{e}={\sqrt {\frac {2GM}{r}}}}